# Johan de Witt
Johan de Witt, nizozemski pravnik, politik in državnik, * 24. september 1625, Dordrecht, † 20. avgust 1672, Haag.
Johan de Witt je bil evropski državnik v 17. stoletju. Z mesta raadspensionarisa (najvišji upravni položaj) v provinci Holandiji je v letih 1652-72 vodil Republiko Nizozemsko. Prednost je dajal podjetništvu, trgovini in pomorstvu in slednjemu v zaščito razvil močno vojno mornarico. V zunanji politiki se je izogibal konfliktom, zavračal je politiko sile in stavil na diplomacijo. V njegovem času je Republika Nizozemska dosegla višek svojega zlatega obdobja. Osiromašena kopenska vojska in ambicije mladega francoskega kralja Ludvika XIV. sta povzročila padec njegovega režima in Republiko postavila pred hude preizkušnje.

## Uveljavitev v družbi
De Witt je izhajal iz stare regentske družine. Njegov oče Jacob je bil šestkrat župan v Dordrechtu in mnogo let zastopnik mesta v holandski skupščini. Oče in sin sta bila zavzeta pripadnika republikancev oziroma stranke pristašev državljanskih pravic (bogatih meščanov), ki je bila močna v gospodarsko najmočnejši provinci Holandiji. Republikanci so bili politično nasprotni oranovcem, pristašem družine Oranskih, ki so imeli za seboj široke množice in pri glasovanju v zvezni skupščini velikokrat na svoji strani tudi glasove šibkejših provinc.
Johan De Witt je obiskoval univerzo v Leidnu in kmalu vzbudil pozornost predvsem v matematiki in juridičnem razmišljanju. Njegova knjiga Elementa curvarum linearum (napisna pred letom 1650 in izdana v letih 1659−61) je bila eden prvih tekstov analitične geometrije. ˙(Kasneje je svoje matematično znanje uporabljal tudi pri reševanju finančnih in proračunskih problemov Republike.) Leta 1645 sta s starejšim bratom Corneliusom obiskala Francijo, Italijo, Švico in Anglijo. Po povratku je v Haagu delal kot advokat.
Leta 1650, ko so po smrti Viljema II. prevzeli oblast republikanci, je zasedel mesto stalnega uradnika (pensionarisa) v upravi mesta Dordrecht in postal vodja mestne delegacije v holandski skupščini. Že takoj na začetku je pokazal politično modrost, ko se je v holandski skupščini zelo aktivno zavzemal za amnestijo Willema Frederika, stadhouderja v Friziji (med tistimi, ki so dvomili v pravilnost takšne odločitve, je bil tudi Johanov oče). Leta 1652 je kot član skupščinske delegacije, ki je v Zelandiji mirila jezne agitacija v prid imenovanja dveletnega Viljema za stadhouderja in Willema Frederika za njegovega izvršitelja-namestnika, pokazal veliko več mirne krvi in prisotnosti duha kot starejši člani delegacije. 

## Prevzem položajaraadspensionarisav holandski skupščini
V drugi polovici leta 1652 je Johan de Witt začel nadomeščati ostarelega Adriaena Pauwa (ki je bil simbol holandske kljubovalnosti stadhouderjem) na mestu holandskega raadspensionarisa (položaja, ki je omogočal velik vpliv). To je bil čas, ko je bila Republika že zapletena v pomorsko vojno s Cromwellovo republikansko Anglijo. V letu 1653 je v Rokavskem prelivu izgubila vrsto pomorskih bitk in veliko ladij. Trgovina in gospodarstvo sta zaradi blokade nizozemske obale zastali. De Witt, od julija 1653 v vlogi raadspensionarisa, je uspel urediti finance in organizirati denar za izgradnjo 120 novih vojnih ladij. Za raadspensionarisa Holandije je bil izvoljen potem še v letih 1658, 1663, 1668 in vršil to službo vse do pred smrti leta 1672.
Pomorska blokada je povzročila motnje v oskrbi, nemire, agitacije oranovcev, najhuje pa je bilo, da so bili razdeljeni tudi admirali: dva (Maarten Tromp in Jan Evertsen) sta bila na strani oranovcev, druga dva (Michiel de Ruyter in Witte de With) na strani republikancv. Ker zvezna skupščina po smrti Viljema II. zaradi različnih stališč provinc ni imenovala glavnega poveljnika mornarice in vojske, so admirali vodili vsak svojo floto. De Wittu se je ponudila priložnost za prevzem nadzora nad mornarico, ko je bil avgusta 1653 v bitki pri Scheveningenu ubit admiral Tromp. Na njegovo mesto je postavil zelo vplivnega in sposobnega plemiča holandske republikanske stranke Jacoba van Wassenaer Obdama (kljub temu da ni imel mornariških izkušenj), ki ga je skupščina imenovala tudi za glavnega poveljnika vojne mornarice. Še vedno pa je ostalo neizpolnjeno mesto glavnega poveljnika kopenske vojske.
Po pomorski bitki pri Scheveningenu (pri Haagu) sta bili obe strani gospodarsko in vojaško izčrpani. Angleži niso mogli več nadaljevati z blokado in nizozemski admirali so lahko pospremili zastale konvoje domov. Novembra 1653 so se začela pogajanja o miru, ki so se vlekla mesece. Cromwell se je odrekel materialnim koristim, ki jih je pričakoval od vojne. De Witt je sprejel navigacijsko listino in listino izključitve, ki je zagotavljala, da člani družine Oranskih nikdar več ne bodo dobili visokega državnega položaja. De Witt se je zavedal, da listina izključitve za večino provinc ne bo sprejemljiva, zato jo je skril v dodatek mirovne pogodbe, ki jo je nizozemska zvezna skupščina (staten-generaal) ratificirala aprila 1654. S tajnim dodatkom je de Witt seznanil najprej holandsko skupščino (staten), ki je listino izključitve sprejela v maju. Z veliko energije in prepričevanja (Frizija je de Wittu celo očitala, da je avtor listine on sam, in ne Cromwell) so listino sprejele tudi skupščine ostalih provinc. Čeprav je v javnosti obviselo nelagodje ponižanja, so dogajanja okrog listine izključitve položaj de Witta in Holandije v Republiki okrepila. Holandija je brez stadhouderja laže vodila svojo politiko, šibke province pa so se o tematiki in med seboj še kar naprej prepirale.
Po vojni z Anglijo se je gospodarstvo hitro opomoglo in se v naslednjih letih razcvetelo, zlasti v Holandiji, tudi na račun Anglije, ki se je zapletla v vojno s Španijo (1655-60). Nizozemska je tako prevzela tudi angleške trge v Španiji, španski Ameriki in Levantu. Še bolj je krepila svoj položaj v Indiji in do konca zavzela Cejlon, kar ji je zagotovilo svetovni monopol za tedaj zelo cenjeni cimet.
Kopenska vojska je bila še vedno brez glavnega poveljnika vojske (simbolno je ta položaj do svoje smrti septembra 1655 zasedal ostareli baron van Beederode). De Wittu se je za stabilnost države zdelo pomembno, da položaj glavnega poveljnika vojske loči od stadhouderatov provinc. Z Willemom Frederikom, ki se je ponujal za ta položaj, se je za takšno rešitev že dogovoril, a ni bila pogodu niti republikancem (nasprotoval ji je tudi de Wittov oče) niti oranovcem, med katerimi so vzniknila medsebojna sumničenja in spori. Spori, so bili najbolj živi v vzhodnih provincah, kjer je prišlo celo do medsebojnih spopadov, ki jih je morala Holandija miriti. Položaj v vzhodnih provincah je bil zaskrbljujoč tudi zato, ker so bile zgodovinsko povezane s sosednjim Münstrom, kjer je novi knezoškof Christoph Bernhard von Galen vse bolj krepil svojo ekspanzionistično oblast.
Z glavnim admiralom Obdamom in dotokom denarja je nizozemska vojna mornarica postala ena najmočnejših. V interesu Amsterdama in Frizije, ki sta trgovala na severu, je mornarica trikrat uspešno posredovala na Baltiku: leta 1656 je admiral Obdam preprečil, da bi Gdansk in ustje Vltave padla v roke Švedom; leta 1658, ko je Karel X. oblegal Kopenhagen, je admiral Obdam iztrgal danski Øresund iz švedskih rok; in tretjič leta 1659, ko se je v spor na strani Švedov vmešala Anglija, je de Ruyter s floto pomagal Dancem v protiofenzivi, kar je pripeljalo do sklenitve miru leta 1660.
Province Zelandija, Utrecht in Groningen, ki so imele delnice v Nizozemski zahodnoindijski družbi, so bile zainteresirane za povračilo škode, ki so jo utrpele ob izgubi kolonije Nove Holandije v Braziliji. Da bi jim šel na roko, je leta 1657 admiral Obdam v portugalsko-nizozemskem sporu za nekaj časa blokiral Lizbono, kar je kasneje (1661) vodilo do nizozemsko-portugalskega miru v Haagu, v katerem se je Republika za spodobno odkupnino odpovedala svojim zahtevam v Braziliji.
De Witt je med različnimi interesi provinc ves čas iskal politiko, ki je bila koristna za Republiko kot celoto. Pri tem je velikokrat podpiral stališče Holandije, ki je bila edina dovolj močna, da je uravnavala divergentne težnje in zagotavljala potrebno ravnotežje. Zavračal je ozemeljsko ekspanzijo in kopičenje moči. Prednost je dajal miru, svobodnemu podjetništvu, trgovini in ladjarstvu. Slednje je podpiral z močno vojno mornarico. Pritiske od zunaj je skušal urejati s spretno zunanjo politiko, izogibanjem nepotrebnim sporom in sklepanjem zavezništev, brez vzdrževanja velike kopenske vojske, za katero pa mu ni uspelo zagotoviti vrhovnega poveljnika.

## Odnosi za angleškim kraljem Karlom II.
Maja 1660 je prišel (po Cromwellovi smrti leta 1658 in politični krizi) v Angliji na oblast tridesetletni Karel. II. Karel je bil stric tedaj desetletnega Viljema III. Oranskega, zaradi česar so si oranovci, pa tudi amsterdamski trgovci, obetali normalizacijo odnosov z Anglijo. Amsterdamska župana Cornelis in Andries de Graeff so poslali na pogovore v London delegacijo z nadvse dragocenim darilom (slike najbolj znanih italijanskih slikarjev, grško-rimske antikvitete, slike priznanih nizozemskih slikarjev, lično jahto Mary). Kralj je darilo sprejel, ni ga pa z ničimer upošteval pri pogajanjih. Razveljavil je listino izključitve in zahteval, da se njegov nečak postavi na državne položaje, ki so jih zasedali njegovi predniki. De Witt in holandska politika se je tem zahtevam izogibala, kar je nasprotja poglabljalo. Kralj je obnovil navigacijsko listino in dodatno prepovedal nizozemskim ribičem lov 10 milj od angleške obale. Trenjem na področju Nizozemske vzhodnoindijske družbe so se pridružila še incidenti v zahodni Afriki, na Karibih in okrog Nove Nizozemske. 
Po smrti prinčeve matere Marije Stuart je Karel postal tudi prinčev varuh in nadzorstvo nad njegovo vzgojo so prevzeli stric Karel, babica Amalia von Solms (žena Friderika Henrika Oranskega) in njen zet, veliki knez Brandenburga.
Leta 1662 so bila angleško-nizozemska pogajanja po številnih zamerah, razočaranjih in kompromisih zaključena in močno okrnjena pogodba ni obetala prijateljskega sodelovanja. 
Anglija ni več mogla prenašati nizozemske trgovinske prevlade v svetovni trgovini. Vse bolj je nadlegovala nizozemske trgovske ladje v bližini svojih ozemelj. V letu 1664 je zajela kakih 200 nizozemskih trgovskih ladij in zasedla nekaj nizozemskih kolonij v Ameriki. Vojna je postala neizbežna. Nizozemska vojna mornarica je bila to pot močna in dobro oskrbovana. Ni imela tako velikih ladij in močnega topništva, kot največje angleške ladje, zato je prvo veliko bitko pri Lowestoftu pred angleško obalo (v kateri je razneslo poveljniško ladjo admirala Obdama) izgubila. A hitro je zgradila tudi velike ladje in vojno obrnila sebi v prid.
Mir v Bredi julija 1667 je bil zmagoslavje za Republiko, posebno za holandsko republikansko stranko, admirala de Ruyterja in vojno mornarico ter za de Witta osebno. Nasprotno je bil za oranovce, ki so avgusta 1666 načrtovali uboj de Witta, politični prevrat in zvezo z Anglijo, konec vojne zadrega in ponižanje. 
Že pred sklenitvijo miru z Anglijo pa se je zaostril položaj na celini, kjer je mladi francoski kralj Ludvik XIV. začel agresivno uveljavljati svoje interese.

## Odnosi s francoskim kraljem Ludvikom XIV.
Po smrti francoskega kanclerja kardinala Mazarina leta 1661 je Ludvik XIV. zavladal samostojno Na začetku se je zdelo, da bo hlad med Republiko in Francijo (ki se je pojavil v letih 1647-8, ko so Nizozemci ločeno podpisali mirovno pogodbo s Španijo) presežen. Leta 1662 so obnovili zavezništvo (v katerem so republikanci našli protiutež navezavi oranovcev na angleške Stuarte). Francija je v začetku druge angleško-nizozemske vojne celo pomagala Republiki obraniti njene vzhodne province pred napadom münsterskega knezoškofa in Ludvik je de Wittu (ki se je imel za nepodkupljivega) celo poskušal ponuditi velikodušno letno plačo.
Začetno prijateljstvo med državama pa sta od vsega začetka kalili dve žarišči nasprotij:
Ludvik ni skrival zanimanja za špansko Nizozemsko, od koder so Španci po sklenitvi pirenejskega miru (1659) prestavili glavnino svoje vojske v osvajanje Portugalske. De Witt, ki se je bal, da bi Francija z zavzetjem španske Nizozemske prišla na mejo Republike, se je z Ludvikom pogovarjal o možnosti, da bi v tem primeru Republika pomaknila svojo južno mejo proti jugu na črto Ostende - Maastricht. Govorila sta tudi o možnosti, da bi provincam španske Nizozemske dovolili, da postanejo svobodni kantoni po vzoru švicarske konfederacije. Potem pa je Ludvik spomladi 1663 oznanil svojo pravico do španske Nizozemske na osnovi dednih pravic svoje žene, španske princese Marije Tereze, češ da mu Španija ni izplačala njene dote.
Drugo žarišče napetosti je bila tekmovalnost v trgovini. Poleg tega, da je Republika imela primat v svetovni pomorski trgovini, je obvladovala tudi trgovino na debelo na francoskih tleh. Da bi dal prednost francoskim trgovcem, je francoski gospodarski minister 
Jean-Baptiste Colbert leta 1664 dvignil carine na nivo, ki je bil za nizozemske trgovce ravno še vzdržen. Ustanovljeni sta bili, od države podprti, Francoska vzhodnoindijska in Francoska zahodnoindijska družba, ki sta imeli v začetku dokaj miroljubno politiko, razen v primeru Cayenne (Francoska Gvajana), kjer so si Francozi prisvojili nizozemsko kolonijo, na kar pa de Witt ni reagiral, ker so mu istočasno pomagali ubraniti vzhodne province Republike pred skupnim napadom münsterskega knezoškofa in Angležev.
Spomladi 1667, proti koncu druge angleško-nizozemske vojne, pa se je Ludviku zdelo, da bo Anglija vsak čas preplavila Nizozemsko in se polastila njenih kolonij in da je zadnji čas, da si zagotovi svoj delež. Svoje interese je začel izvajati bolj agresivno. Aprila 1667 je Colbert izdal novo drakonsko listo carin na uvoz, ki je pri nizozemskih trgovcih povzročila pravi šok in močno zmanjšala obseg njihovega trgovanja v Franciji.
Aprila 1667 so francoske sile vstopile na ozemlje južne Nizozemske (devolucijska vojna) in de Witt je že dobil odobritev od holandske skupščine, da v primeru, če se španska oblast v južni Nizozemski zruši, aneksira ozemlja ob meji Republike (del Flandrije, vključno Ostende in zgornji Gelderland - četrt Roermond).
Toda niti de Witt niti (najmočnejše trgovsko mesto) Amsterdam si nista želela vojaške intervencije. Zato se je de Witt odločil za drugo opcijo, ki se mu je ponujala in je poznana kot trojna zveza iz leta 1668. To je bila oborožena koalicija Republike Nizozemske, Anglije in Švedske, ustanovljena za pogajanje s Francijo in Španijo. Trojna zveza je postavila zahtevo po takojšnjem prenehanju sovražnosti in zahtevala od Španije, da Franciji prepusti nekatera ozemlja, ki jih je ta že zasedla (Douai, Saint-Omer, Lille in Cambrai). Šlo je za pomiritev Francije na račun Španije, vendar s skritim dogovorom o vojaški intervenciji v primeru, da Ludvik ultimata ne bi sprejel. De Witt se je želel izogniti konfliktu, ne da bi za to potreboval veliko in močno vojsko, in istočasno ohraniti vsaj videz prijateljstva do Francije in tudi protiutež, kot je rekel, "običajni aroganci angleškega naroda".
Ludvik se je uklonil zahtevi trojne zveze, istočasno pa je še poostril diplomatsko in merkantilistično nastrojenost napram Republiki. Francoska mornarica je začela ostro nastopati proti nizozemskim trgovskim ladja na Karibih in v Indiji.
Istočasno je Ludvik iskal zavezništvo pri voditeljih nemških držav ob spodnjem Renu, pri knezoškofu Münstra, volilnemu nadškofu Kölna in velikem volilnem knezu Brandenburga (v njegovi vojvodini Cleves je Republika zasedala mesta Wesel, Rees, Emmerich in Orsoy ter trdnjavo Schenckenschans).
Francoski ambasador v Haagu je dobil navodila, da vzbuja de Wittu občutek varnosti, medtem ko sta se jeseni 1669 Karel II. in Ludvik XIV. v načelu uskladila, da je potrebno Nizozemce kaznovati za njihovo nehvaležnost (Karel ni mogel pozabiti uničenja ladij na reki Medway in ponižanja ob kraji ladje Royal Charles, Ludvik pa prestopa Republike k trojni zvezi) in junija 1670 podpisala v Dovru tajno pogodbo o istočasnem napadu na Republiko z morja in celine. Ostareli ambasador v Londonu je svojo vlado v Haagu med tem ves čas obveščal o privrženosti Angležev trojni zvezi.
Doma se je de Witt že leta 1668 srečal z nasprotovanjem Amsterdama, ki so ga močno prizadele visoke francoske carine, in ki je zahteval odločnejše gospodarske protiukrepe. Leta 1670 je Amsterdam za svoja stališča pridobil tudi oranovski mesti Leiden in Haarlem. Skupaj so, proti de Wittovemu nasvetu, v skupščini uveljavili metode ekonomskega maščevanja proti Franciji (carine in prepovedi uvoza), ki jih je zvezna skupščina (staten-generaal) objavila v januarju 1671, in jih v novembru še zaostrila.
Ludvik je svoje načrtovanje napada na Republiko zaokrožil januarja 1672 z dogovorom s kölnskin volilnim nadškofom. Francija in Anglija naj bi skupaj z Münstrom in Kölnom zlomili moč Republike, ji odvzeli znatna ozemlja in večino kolonij. Knezoškofu je bila obljubljena celotna enklava Botculo-Lichtenvoorde vključno z mesti Grol in Bredevoort. Volilni nadškof naj bi z 18.000 vojaki nazaj zavzel Rheinberg, aneksiral Maasricht in nizozemski Overmaas. Po pogodbi iz Dovra naj bi Karel dobil dele Zelandije in nizozemske Fladrije. Ludvikovih pridobitev niso zapisali, glede na vložena sredstva pa naj bi bile daleč najobsežnejše.

## De Wittov modelresnične svobode
De Witt je bil neomajen republikanec. Prepričan je bil, da mora biti oblast razporejena med vplivne posameznike, ki imajo podporo med ljudmi, so izobraženi in izkušeni v vodenju države; posvetovanja med njimi in kompromisi so edino zagotovilo, da ne bo prišlo do zlorab in slabega vodenja. Takšen model je de Witt imenoval resnična svoboda. Bil je v skladu s filozofijo sodobnika Spinoze in njegovega kroga, le da se je de Witt izogibal skrajnostim. Izražanje skrajnih teoloških, socioloških in kartezijanskih idej po njegovem spodkopava stabilnost družbene ureditve in nazadnje uniči tudi svobodo samo. Resnična svoboda naj bi bila dosežena takrat, ko bodo nevtralizirane politične in ideološke napetosti, ki so tako dolgo pretresale nizozemsko družbo
V tem modelu nihče ni smel imeti prevelike oblasti. Zato je de Witt tako vztrajno nasprotoval, da bi princ zasedel položaje svojih prednikov. Ker pa je vedel, da v deželi ne bo miru, ne da bi vsaj delno zadovoljil pristašev Oranskih, je v juniju 1667 predlagal model harmonije, po katerem naj bi dobil princ pri 23-tih sedež v raad van state (zvezna vlada) in morda položaj vrhovnega poveljnika vojske, nikakor pa ne položajev stadhouderja v provincah.
Po zmagoslavju miru v Bredi je holandska skupščina v juniju 1667 sprejela t. i. večni edikt, ki v Holandiji odpravlja stadholderat in prenaša njegove funkcije na skupščino. Večni edikt so, kljub mnogim nasprotovanjem, do konca leta sprejele tudi province Utrecht, Gelderland in Overijssel in v januarju 1668 z glasovanjem v razmerju 4:3 tudi zvezna skupščina.
Že tega leta pa je de Wittov vpliv začel slabeti (zaradi groženj Francije in neenotnih stališč v holandski skupščini glede odziva na francoske gospodarske pritiske). Princ, ki se je približeval 18. letu (polnoletnosti po mnenju pristašev), je na prigovarjanje svojih svetovalcev in podpornikov začel priprave za nastop položajev. Potoval je po deželi in kamor je prispel, so ga častili in mu izkazovali pripadnost. Že v maju 1668 mu je holandska skupščina dodelila sedež z odločujočim glasom v raad van state. Oktobra 1668 je njegova babica, Amalia von Solms, formalno odložila skrbništvo, a Holandija mu še ni priznala polnoletnost.
Preteča zunanja nevarnost ob koncu le leta 1671 je prinesla nov razlog za imenovanje princa za glavnega poveljnika vojske in mornarice. Po nasprotovanju Holandije, ki mu je hotela dati ta položaj le začasno, ga je zvezna skupščina februarja 1672 imenovala za glavnega poveljnika vojske in mornarice, a na bojnem polju pod strogim nadzorstvom generalitete.
Mednarodni položaj Republike je bil tedaj že skrajno pereč. Noben potencialni zaveznik ni bil pripravljen pomagati. Ob urejeni mornarici je bila kopenska vojska resno oslabljena, mejne utrdbe nevzdrževane, brez zalog, morala posadk obupno nizka.

## Leto katastrofe (1672)
6 aprila 1672 je Ludvik napovedal Republiki vojno in nato tudi njegovi zavezniki. Že samo Ludvikova vojska (118.000 pešcev, 12.500 konjenikov) je bila štirikrat tako velika kot vojska Republike, ki je bila razporejena po vsej meji. Francoska vojna mornarica se je s 36 ladjami (1926 topov) in 11.000 možmi pred angleško obalo pridružila angleški mornarici. Admiralu de Ruyterju ni preostalo drugega, kot da je z veliko manjšo močjo napadel. Bitka pri Solebayu 7. junija je bila ena najbolj odločilnih angleško-nizozemskih vojnah. De Ruyterjeva zmaga ni bila prepričljiva, a uničil je angleško poveljniško ladjo Royal James (100 topov) in dovolj angleških prvorazrednih ladij, da desant na Republiko z morja v naslednjih mesecih ni bil mogoč.
Glavna kopenska ofenziva se je odvijala v zgodnjem juniju ob spodnjem Renu. Ludvik je v enem tednu zavzel trdnjave v Cleves, ki so prej branile Španijo desetletja. Istočasno je vojska münsterskega knezoškofa zavzela Lingen, Overijssel, in se pridružila Francozom pri Grolu. Francozi so 12. junija prekoračili Ren južno od Arnhema (Nizozemci so pri tem izgubili 1.500 mož). S tem so obšli obrambno črto na reki IJssel. 23. junija so brez boja zasedli Utrecht, ker so meščani branilcem z uporom preprečili bojevanje. Mesto se je podredilo zavojevalcem. Glavne cerkve so spremenili v katoliške, v preostalih cerkvah pa je Ludvik zagotovil svobodno reformirano bogoslužje.
Nizozemci so začeli utrjevati t. i. vodno črto, od Muidena ob Zuiderzee mimo Bodegravena (kjer si je Viljem III. postavil glavni štab) in Schoonhovena do Gorinchema na Waalu. Sprva je bila ta obrambna črta v brezupnem neredu in bi jo Francozi zlahka prekoračili. V ključni grad Muiden, zadnji položaj pred Amsterdamom, je prišla posadka 2 uri pred prihodom francoske prednje straže. Francozi bi lahko vodno črto prekoračili še naslednjih 14 dni, ker se je zaradi sušnega obdobja voda za predrtimi nasipi dvigala zelo počasi. A se niso premaknili.

## Dogodilo se je ljudstvo, de Wittova smrt
Holandija in Zelandija sta bili v krču zaradi mešanice strahu in ljudske pobesnelosti. Ljudje so obtoževali regente škandaloznega zanemarjanja dolžnosti in jim celo očitali izdajo. Prebivalci Leidna so se pripravljali na podreditev in nameravali prositi angleškega kralja, prinčevega strica, za milost. Defetizem je bil najhujši v mestih bliže Francozom. Skupščina Holandije se je, proti de Wittovem nasvetu, začela pogajati z Ludvikom že pred padcem Utrechta. Ko se je pogajalec Pieter de Groot po padcu Utrechta vrnil v Haag, je bil prepričan, da ni druge rešitve kot predaja in podreditev.
Temu pa se je zoperstavil glas ljudstva. Protesti proti površnosti obrambe in pomanjkanju orožja so se začeli v Dordrechtu in se razširili po vsej deželi v punt proti republikanskim regentom. Ljudi so vodili vodje umetniških cehov, duhovniki, člani ljudskih milic in zahtevali nastop princa. Sodelovale so ženske.
Kljub temu je okrnjena zvezna skupščina 26. junija izglasovala sklep, da pošlje de Groota nazaj k Ludviku, da podpiše predajo, in ponudi veliko vojno odškodnino. To je povzročilo nov izbruh ljudskega nezadovoljstva. Tudi Ludvik ni bil navdušen nad ponudbo in je zahteval več, k ponujenemu vsaj še Nijmegensko četrt in dopustitev javnega katoliškega bogoslužja v Republiki.
Prebivalstvo je bilo sedaj na nogah. V nemirih so zahtevali, da se kaznujejo izdajalci, ki hočejo predati deželo Francozom; večni edikt naj se razveljavi in princ postavi na položaje stadhouderja.
Zelandija je imenovala Viljema III. za stadhouderja 2. julija in naslednji dan Holandija. Šest dni kasneje je Viljem sprejel zahtevano prisego. Obiskoval je mestne uprave in miril nered. A pokazalo se je, da njegovo imenovanje za stadhouderja ni zadovoljilo množic. Ulice je preplavila popularna ideologija orancev, ki je obtoževala "stranko loevensteincev", da so "izdajalci, sovražniki javne Cerkva, da so krivi za tolerantnost do katoličanov in desidentov, ki so zapravili kolonijo v Braziliji in zagrešili številne druge zločine proti domovini". Poplava tiskanih pamfletov, ki je krožila ves julij in avgust 1672, obtožujoč osebe in načela "loevesteinske stranke", je kazala, da je bilo politično ozadje ljudskega gibanja zahteva po zamenjavi vladajoče stranke.
Ponovni vzpon nemirov je dosegel vrh v poznem avgustu in v začetku septembra. De Witt je nehal aktivno sodelovati pri dogodkih 21. junija, ko ga je v Haagu nekdo napadel in ranil z nožem. 4. avgusta je odstopil z mesta raadspensionarisa z besedami, da so vsi njegovi "veliki načrti v razvalinah, uničena načela, po katerih je želel reševati zadeve, sredi spremenjenega okolja, podivjanega tako, da lahko on, ki je nekoč vodil družbo, igra le vlogo mutca in neumneža". 
20. avgusta je podivjana množica, v kateri je bilo tudi mnogo pripadnikov ljudskih milic, zajela njega in njegovega brata Cornelisa (ki je bil zaprt pod lažno obtožbo), ju pred zapori nasproti vladne palače Binnenhof pretepala, prebadala z noži in ustrelila. Trupli so zvlekli do bližnjih vislic, ju pohabili in obesili za pete na ogled.
Smrt bratov de Witt je dala ljudskemu gibanju nov zagon. Ob velikih demonstracijah so odstranili iz mestnih oblasti republikanske regente in jih po posvetu s knezom zamenjali z oranovci.
27. avgusta je skupščina Holandije pooblastila stadhouderja, da izvede ("prepriča in prerazporedi, po potrebi s silo") v mestnih svetih spremembe, ki se mu zdijo potrebne, da bo lahko vzpostavil red. Knez je poveril to delo svojim najbližjim zaupnikom. V dneh pred masovnimi čistkami (5. - 8. september) so demonstracije po mestih dosegle višek. Večinoma nenasilni demonstranti so zahtevali odstranitev "loevesteinske stranke" iz javnega življenja. Zborovanja s peticijami so po večini vodili šolani ljudje, odvetniki, tiskarji, doktorji. Zahtevali so, da se več oblasti prepusti srednjemu razredu, češ da je ta nosilec meščanstva, in ljudskim milicam, ki da so edine sposobne nadzorovati regente in so v preteklosti že velikokrat vplivale na potek dogodkov v Republiki. Republikanci so odstranitev z oblasti po direktivah kneza sprejemali s porazom in ponižanjem.
Ljudsko gibanje iz leta 1672 so republikanski pisci kasneje opisovali kot nekaj nelegitimnega in za državo nevarnega. Nasprotno so publicisti oranovcev pisali o demonstrantih kot o "pravih patriotih" in nakazovali, da posredovanje ljudstva v kriznih razmerah ni brez legitimnosti.